# Добросілля (зупинний пункт)
Добросі́лля — пасажирський залізничний зупинний пункт Ужгородської дирекції Львівської залізниці.
Розташований поблизу села Бене, Берегівський район Закарпатської області на лінії Батьово — Солотвино І між станціями Боржава (3 км) та Виноградів-Закарпатський (22 км).
Станом на серпень 2019 року щодня п'ять пар дизель-потягів прямують за напрямком Батьово — Королево/Солотвино I.